# Kämptjärnen, Västmanland
Kämptjärnen är en sjö i Hällefors kommun i Västmanland och ingår i Norrströms huvudavrinningsområde.